# ستيفن بايلي
ستيفن بايلي (بالإنجليزية: Stephen Bayley)‏ هو صحفي بريطاني، ولد في 13 أكتوبر 1951.

## وصلات خارجية
- ستيفن بايلي على موقع IMDb (الإنجليزية)